# Нова Бордзілувка
Нова Бордзілувка (пол. Nowa Bordziłówka) — село в Польщі, у гміні Лешна-Подляська Більського повіту Люблінського воєводства.
Населення — 168 осіб (2011).
У 1975-1998 роках село належало до Білопідляського воєводства.

## Демографія
Демографічна структура станом на 31 березня 2011 року:
|          | Загалом | Допрацездатний вік | Працездатний вік | Постпрацездатний вік |
| -------- | ------- | ------------------ | ---------------- | -------------------- |
| Чоловіки | 81      | 21                 | 52               | 8                    |
| Жінки    | 87      | 27                 | 42               | 18                   |
| Разом    | 168     | 48                 | 94               | 26                   |